# سامانثا لويس
سامانثا لويس (بالإنجليزية: Samantha Lewes)‏ هي ممثلة أمريكية، ولدت في 29 نوفمبر 1952 في سان دييغو في الولايات المتحدة، وتوفيت في 12 مارس 2002 في ساكرامنتو في الولايات المتحدة.

## وصلات خارجية
- سامانثا لويس على موقع IMDb (الإنجليزية)
- سامانثا لويس على موقع قاعدة بيانات الفيلم (الإنجليزية)